# Kurganová hypotéza

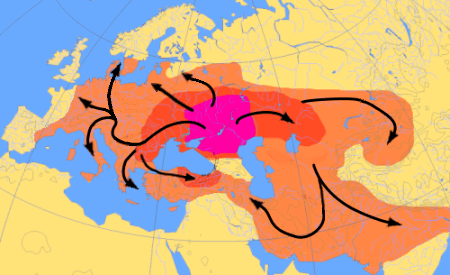
Mapa indoevropských migrací podle kurganové hypotézy od cca 4000 do 1000 př. Kr. Migrace do Anatolie mohla nastat přes Balkán nebo přes Kavkaz. Purpurově značená oblast koresponduje s předpokládanou pravlastí (kultury Samara, Sredny Stog). Červeně je oblast osídlená Indoevropany do 2500 př. Kr., oranžově do roku 1000 př. Kr.

Kurganová hypotéza (také kurganová teorie, kurganový model, ale i stepní hypotéza, hypotéza „meče a koně“ aj.) je nejšířeji přijímanou hypotézou pro pravlast praindoevropského jazyka, ze které se indoevropské jazyky šířily Evropou a některými částmi Asie.  Tato hypotéza předpokládá, že lid kurganové kultury v pontické stepi severně od Černého moře nejpravděpodobněji mluvil protoindoevropským jazykem (PIE). Název je odvozen z ruského termínu kurgan (курган), což znamená mohyla.
Kurganovou hypotézu poprvé formulovala v 50. letech 20. století litevsko-americká archeoložka Marija Gimbutasová, která tímto termínem zastřešila různé kultury, zejména jámovou a její předchůdkyně. Marija Gimbutasová definovala kurganovou kulturu jako komplex čtyř po sobě jdoucích období, z nichž první (Kurgan I) zahrnuje kulturu Samara a Seroglazovo v oblasti řek Dněpru a Volhy v eneolitu (časné 4. tisíciletí př. Kr.). Lid těchto kultur žil kočovným pasteveckým způsobem života a podle tohoto modelu expandoval na začátku 3. tisíciletí př. Kristem napříč ponticko-kaspickou stepí a do východní Evropy.

## Historie hypotézy

### Předchůdci
Argumenty pro identifikaci Protoindoevropanů se stepními kočovníky z černomořské nížiny se začaly objevovat už v 19. století, první je vyslovil německý filolog Theodor Benfey a zejména Otto Schrader. Karl Brugmann konstatoval ve své původní práci, že pravlast PIE nemůže být s jistotou určena, nicméně inklinoval spíše ke Schraderově pohledu. Většina vědců té doby však věřila spíše v severoevropský původ PIE, zejména kvůli návrhu Karla Penky o neevropském původu PIE z roku 1883.  Přesto archeologové jako Vere Gordon Childe a Ernst Wahle spíš zastávali stepní hypotézu. Jeden z Wahleho studentů, Jonas Puzinas, se později stal učitelem Marije Gimbutasové, která uznávala Schraderův pohled. Měla možnost prozkoumat velké množství archeologického materiálu v Sovětském svazu a v zemích východního bloku, což nebylo umožněno vědcům ze západních zemí. Získala proto komplexnější pohled na prehistorii Evropy. 

### Přehled
V roce 1956 Marija Gimbutasová ve své knize The Prehistory of Eastern Europe představila mezioborovou syntézu poznatků z archeologie a lingvistiky. Formulovaný kurganový model předpokládá pravlast PIE ve stepích východní Evropy a Gimbutasová se domnívá, že v pozdějších stadiích existovalo více dialektů PIE. Podle této hypotézy kurganová kultura postupně expandovala, až okolo 3000 let př. n. l. v podobě jámové kultury zabírala celou ponticko-kaspickou step.
Vysoká mobilita kurganové kultury umožnila rychlou expanzi po celé oblasti. Je jí připisována domestikace koní a pozdější vynález dvoukolových vozů. První jasný doklad domestikace divokých koní pochází z kultury Sredny Stog severně od Azovského moře, což koresponduje s časnou fází jádra protoindoevropské nebo pre-protoindoevropské kultury v 5. tisíciletí př. n. l.
Následující expanze po celé stepi vedla k hybridním, „kurganizovaným” kulturám, jako je kultura kulovitých amfor na západě. Z těchto kurganizovaných kultur poté vzešly další migrační vlny, např. Proto-Řekové migrovali na Balkán a nomádští Indo-Íránci na východ 2500 let př. n. l.

## Kurganová kultura

### Popis pojmu
Gimbutasová definovala termín „kurganová kultura” v roce 1956 s úmyslem zahrnout pod jeden pojem širší skupinu kultur Sredny Stog II, jámovou kulturu a kulturu se šňůrovou keramikou, které ve 4. až 3. tisíciletí př. Kr. ovládaly většinu východní a severní Evropy. Model kurganové kultury proto shrnuje pod jednu charakteristiku více kulturních entit od doby měděné do časné doby bronzové (5. až 3. tisíciletí př. Kr.) pro jejich mnohé společné vlastnosti, přičemž používání kurganů (mohyl) je pouze jednou z nich. Přesné vymezení archeologických kultur není vždy možné a vždy by mělo být otevřeno pro diskusi.
Kultury, které Gimbutasová zastřešila pojmem „kurganová" kultura:
- Bug-Dněstr (6. tisíciletí př. Kr.)
- Samara (5. tisíciletí)
- Chvalynsk (5. tisíciletí)
- Dněpr-Doněck (5.–4. tisíciletí)
- Sredny Stog (Chortycja) (polovina 5.–polovina 4. tisíciletí)
- Majkop-Deriivka (polovina 5.–polovina 4. tisíciletí)
- jámová kultura, která expandovala po celé ponticko-kaspické stepi v období mezi polovinou 4. až do 3. tisíciletí př. Kr.
- Usatovo (pozdní 4. tisíciletí př. Kr.)

### Fáze kultury a expanze

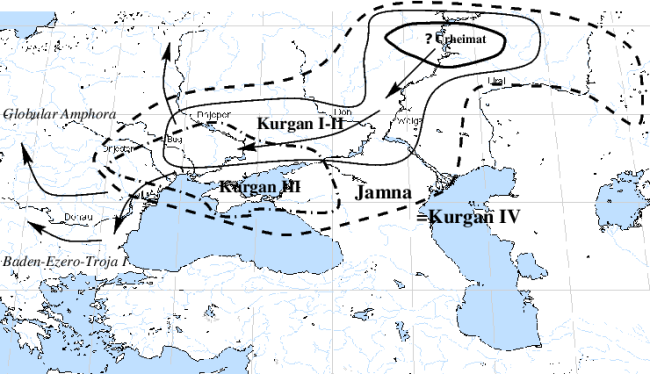
Přehled kurganové hypotézy

Původní návrh Gimbutasové identifikuje 4 stádia kurganové kultury:
- Kurgan I, region Dněpru/Volhy, první polovina 4. milénia př. Kr. Podle všeho se vyvinula z povolžských kultur Samara a Seroglazovo.
- Kurgan II–III, druhá polovina 4. tisíciletí př. Kr. Zahrnuje kulturu Sredny Stog a kulturu Majkop na severu Kavkazu. Kamenné kruhy, antropomorfní kamenné stély s božstvy.
- Kurgan IV neboli jámová kultura, v první polovině 3. tisíciletí zabírá celou step od Uralu až po Rumunsko.

Ve svých dalších publikacích navrhuje 3 postupné vlny kurganové expanze:
- 1. vlna , která předcházela období Kurgan I, expanze z dolního Povolží směrem k Dněpru vede ke koexistenci s Tripolskou kulturou. Následky těchto migrací zasahují až na Balkán a podél Dunaje do kultury Vinča v Srbsku a do Lengyelské kultury v Maďarsku.
- 2. vlna , polovina 4. tisíciletí, začíná v kultuře Majkop na Kavkaze a končí postupem kurganizovaných hybridních kultur v severní Evropě okolo 3000 př. Kr. – kultura kulovitých amfor, Badenská kultura, a hlavně kultura se šňůrovou keramikou. Tato fáze koresponduje s rozšířením indoevropských jazyků do západní a severní Evropy.
- 3. vlna, 3000–2800 př. Kr., expanze jámové kultury po stepi s charakteristickými jámovými hroby, rozšíření od Rumunska, Bulharska, východního Maďarska až po Gruzii, současně se zánikem Tripolské kultury a kultury Trialeti v Gruzii (cca 2750 př. Kr.)

### Časová osa
- 4500–4000: časná PIE. Kultury Sredny Stog, Dněpr-Doněck, Samara. Domestikace koně (1. vlna)
- 4000–3500: jámová kultura, prototypické mohyly vznikající na stepi, kultura Majkop na severním Kavkaze. Indo-Chetitská hypotéza zařazuje separaci proto-anatolských jazyků ještě před toto období.
- 3500–3000: střední PIE. Jámová kultura je na svém vrcholu, reprezentuje klasickou protoindoevropskou společnost s kurganovými stélami, převážně praktikující pastevectví v permanentních obydlích chráněných hradišti, obdělávání půdy a rybaření okolo řek. Kontaktem jámové kultury s kulturami neolitické Evropy vznikají hybridní „kurganizované” kultury kulovitých amfor a Badenská kultura (2. vlna). V kultuře Majkop na Kavkaze nacházíme první důkazy používání bronzu a bronzové zbraně a jiné artefakty se brzy objevují i na území jámové kultury. Pravděpodobně časná satemizace PIE.
- 3000–2500: pozdní PIE. Jámová kultura se rozšiřuje na celou pontickou step (3. vlna). Kultura se šňůrovou keramikou rychle expanduje, rozkládá se od území Volhy až po Rýn, koresponduje s pozdní fází indoevropské jednoty. Poté se většina kurganizovaných území desintegruje do rozdílných nezávislých jazyků a kultur, avšak stále ve volném kontaktu, který umožňuje výměnu technologií mezi skupinami s výjimkou anatolské a tocharské větve, které již žily delší dobu v izolaci od těchto procesů. Pravděpodobně je již dokončeno rozdělení na kentumovou a satemovou větev IE, avšak fonetické trendy satemizace dále pokračují.

### Další rozšiřování v průběhu doby bronzové
Kurganová hypotéza popisuje počáteční rozšíření PIE během 5. a 4. milénia př. Kr.  Pojem „kurganizovaný” používaný Gimbutasovou znamená, že tato kultura a jazyk se mohly šířit pouze díky moci elit menších skupin (stratum). Tato myšlenka šíření PIE a jejích dceřiných jazyků difundujících na východ i západ bez většího pohybu osob byla populární mezi archeology v 70. letech.  Otázka další indoevropizace střední a západní Evropy, střední Asie a severní Indie během doby bronzové je ovšem mimo rozsah archeologie, je mnohem méně jistá než např. události během dřívější doby měděné a je do jisté míry kontroverzní. Ovšem rychle se rozvíjející pole archeogenetiky a genetické genealogie od 90. let již nejen potvrdilo migrační teorii expanze z ponticko-kaspické stepi v odpovídajícím období,  ale také předpokládá, že pohyb populace během tohoto období byl mnohem podstatnější, než se dříve soudilo.

## Revize

### Invazionistický vs. difuzionistický scénář
Gimbutasová věřila, že expanze kurganové kultury probíhaly jako série od počátku krutých vojenských vpádů, kdy nová militaristická kultura napadala mírumilovné matriarchální kultury „staré Evropy”, které nahradila novou patriarchální vojenskou společností. Tento proces je zřejmý z objevů opevněných osad a hradišť nebo z hrobů válečnických náčelníků:
„Indoevropizace byla kulturním procesem, nikoliv fyzickou transformací. Musí být chápána jako vojenské vítězství ve smyslu úspěšného zakotvení nového administrativního systému, jazyka a náboženství ve skupinách původního obyvatelstva.”
Později Gimbutasová ještě více zdůrazňovala násilnou povahu kulturní přeměny z původních neolitických kultů pocházejících ze středomoří, které uctívaly bohyni Matku, v patriarchální společnost, která naopak uctívala válečnické hromovládce (Zeus, Týr, Perun aj.), čímž vlastně formovala feministickou archeologii.
Mnozí vědci, kteří akceptují obecné schéma indoevropských migrací, věří, že kulturní přechod byl pravděpodobně postupnější a mírumilovnější než jak jej prezentuje Gimbutasová. Migrace se podle nich neděly náhlými vojenskými přepady, ale spíš expanzemi jednotlivých malých vzájemně oddělených kmenů a kultur probíhajících po mnoho generací. Jaký byl vzájemný poměr mezi těmito odlišnými procesy kulturní výměny zůstává stále kontroverzní otázkou i mezi podporovateli kurganové hypotézy. J. P. Mallory v roce 1989 akceptoval kurganovou hypotézu jako de facto standardní teorii původu Indoevropanů, ale např. nesouhlasil s Gimbutasovou v její interpretaci migrací probíhajících formou vojenské invaze:

„Někdo si může myslet, že argumenty svědčící pro pravdivost kurganové hypotézy nás vedou k tomu, že tuto hypotézu musíme akceptovat kompletně. Avšak existují i kritici a jejich podklady mohou být velmi jednoduše shrnuty takto – skoro všechny argumenty svědčící pro kulturní transformaci vojenskou invazí mohou být mnohem lépe vysvětleny i jinak, a většina již předložených důkazů může být vyvrácena jinými důkazy, nebo je výsledkem velké desinterpretace kulturní historie východní, střední a severní Evropy.”

### Anthonyho „revidovaná stepní teorie“
David Anthony ve své knize The Horse, the Wheel and Language popisuje „revidovanou stepní teorii”. Považuje termín kurganová kultura za zbytečný, místo něj používá jako referenční přímo termín jámová kultura, která byla jádrem PIE, a její vztah k ostatním kulturám.
Podle něj byla kurganová kultura definována příliš široce, takže by se dala aplikovat na téměř kteroukoliv kulturu s mohylami, nebo naopak, kultury bez mohyl by v ní nemohly být zahrnuty. Nezahrnuje zde např. kulturu Majkop, kterou nepovažuje za indoevropskou, naopak předpokládá, že se v ní mluvilo kavkazskými jazyky.